# Saint Kilda
O arquipélago de St Kilda (gaélico escocês: Hiort), no Atlântico Norte perto das Hébridas, fica no limite exterior das Ilhas Britânicas. O arquipélago pertence na sua totalidade ao National Trust for Scotland. O sítio Património Mundial de St Kilda cobre uma área terrestre de 8 km², para um total de 225 km² incluindo ambiente marinho.

## Origem do nome
Crê-se que o nome St Kilda derive da palavra norueguesa antiga skildir, que significa "escudos". Uma marca num mapa antigo teria transformado "Skilda" em "S.kilda", e assim nasceu um santo.

## Geografia
Hirta é a maior ilha do grupo, seguida de Soay (2 km a noroeste de Hirta) e Boreray (6 km a nordeste de Hirta); existem algumas ilhotas bem mais pequenas como Dun, Levinish, Stac Lee e Stac an Armin. A única povoação em St Kilda localizava-se em Hirta e chamava-se Village Bay (gaélico escocês: Bàgh a' Bhaile).

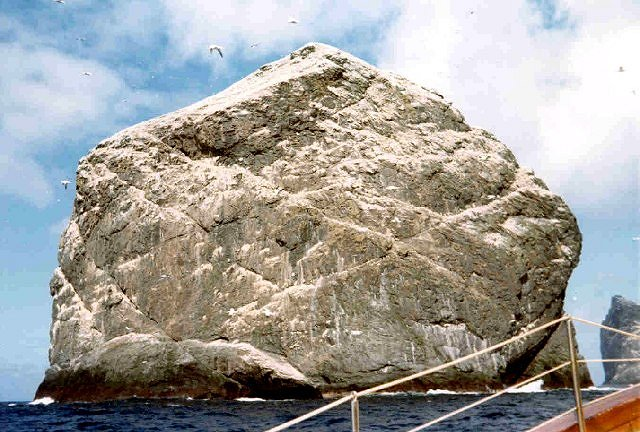
Stac Lee

O arquipélago de St Kilda é o local com os mais espectaculares penhascos marítimos das ilhas Britânicas. O ponto mais alto do arquipélago é Conachair (430 m). A face norte de Conachair é um rochedo vertical de mais de 300 metros, caindo a pique até ao mar. Boreray atinge 384 m; Soay 378 m; Stac An Armin 196 m; Stac Lee 172 m.

## História
St Kilda tem sido habitada de forma contínua desde tempos pré-históricos, mas a população diminuiu devido à emigração para os Estados Unidos e Austrália. As doenças também tiveram o seu papel: entre 1830 e 1843 a mortalidade infantil elevou-se a 80% por tétano devido a negligência das parteiras, e um grande surto de gripe em 1913. A 29 de Agosto de 1930, os últimos 36 habitantes foram evacuados, a seu pedido, para a parte escocesa da Grã-Bretanha.
Hoje em dia não existem habitantes permanentes, mas Hirta encontra-se ocupada durante todo o ano por funcionários da base militar (praticamente todos civis), e por cientistas que investigam a população selvagem de Ovelhas de Soay.
O arquipélago constitui território de nidificação para muitas espécies de aves marinhas como o Ganso-patola (Morus bassanus) (a maior colónia do mundo), o Papagaio-do-mar Fratercula arctica e o Painho-de-cauda-forcada Oceanodroma leucorhoa. A pequena ilha de Dun possui a maior colónia de Fulmares Fulmarus glacialis das ilhas Britânicas.  Para além disso, existe uma subespécie de Carriça (Troglodytes troglodytes hirtensis) endémica de St Kilda.